# Ciclisme urbà

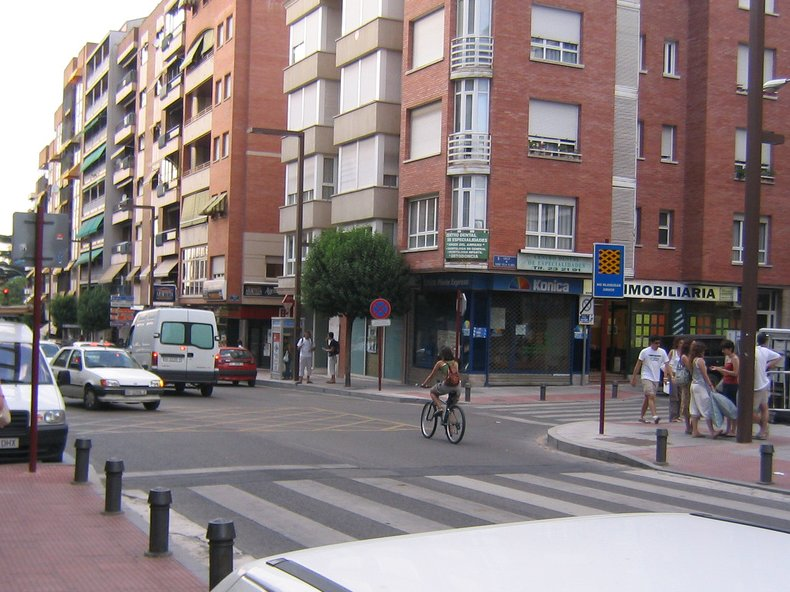
Ciclista urbana en Guadalajara

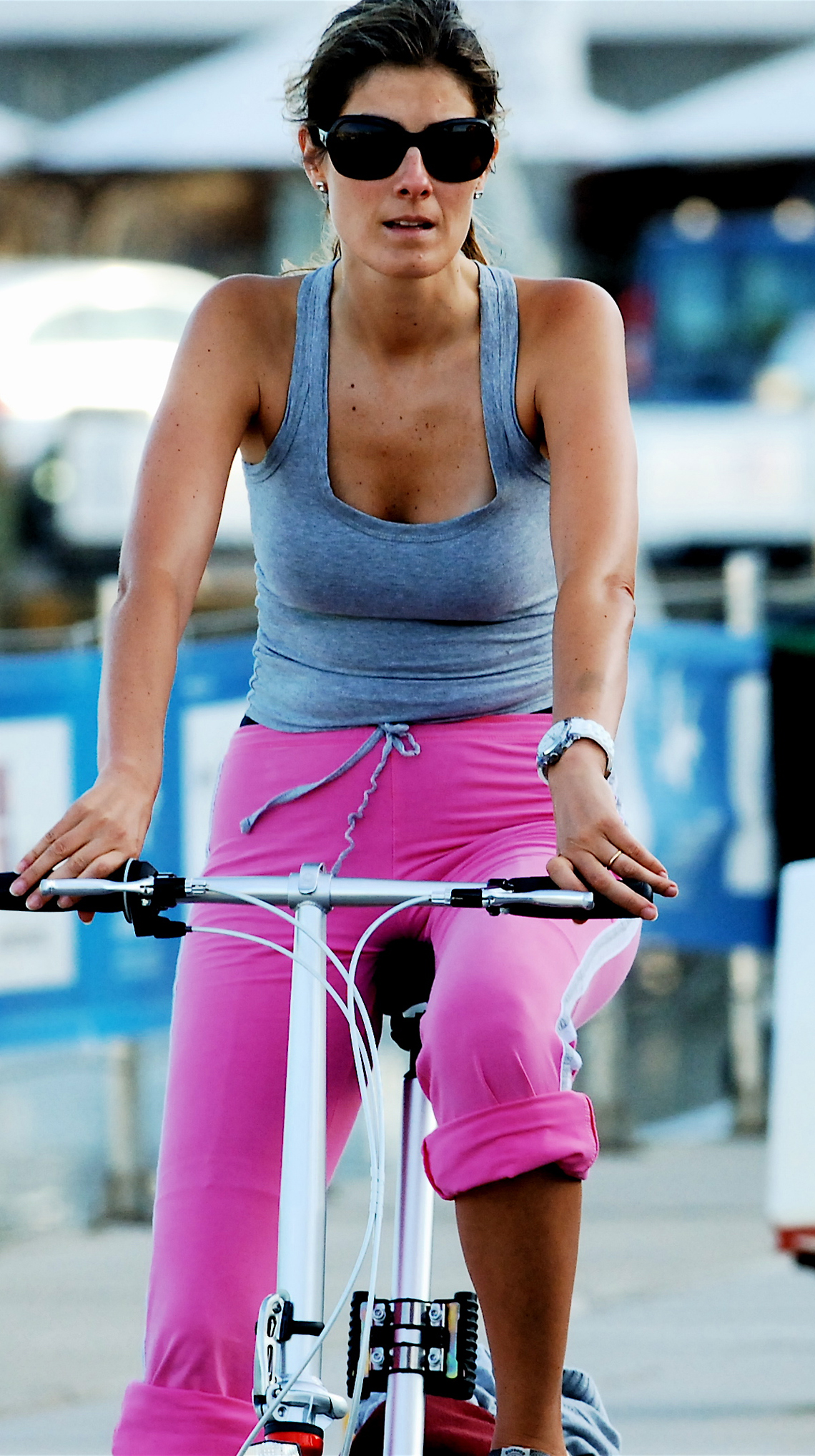
Ciclista urbana a Cascaes, Portugal

El ciclisme urbà consisteix en la utilització de la bicicleta com a mitjà de transport a la ciutat. A causa de la proliferació de l'automòbil a partir de la Segona Guerra Mundial, que va provocar la congestió gradual del trànsit urbà i la invasió de l'espai públic, la bicicleta s'ha convertit en una de les principals alternatives per a millorar l'habitabilitat de la ciutat. El ciclisme urbà no és necessàriament un esport, encara que afavoreix la salut de qui ho practica. Consisteix en la utilització de la bicicleta com a mitjà de transport urbà ja siga per a fer compres, gestions o d'oci, i per anar al treball o a estudia, el que es coneix com a mobilitat pendular en bicicleta. Es tracta per tant de distàncies curtes o mitjanes recorregudes en el medi urbà i els seus voltants. Els seus usuaris són, juntament amb els cicloturistes, els que viuen la bicicleta com un mitjà de transport. Ciutats amb una excel·lent infraestructura ciclista són Amsterdam als Països Baixos, Copenhaguen a Dinamarca, entre d'altres. Espanya i Argentina en aquest sentit estan situades a la cua, encara que van millorant gradualment. Bogotà (Colòmbia) està posicionada com la tercera ciutat del món més amigable al ciclista, darrere d'Amsterdam (1) i Copenhagen (2), segons la revista en línia exclusiva per a homes askmen.com. Fa uns anys eren una piga en la pell de la ciutat, situació per la qual el qualificaven com a moda. Avui són una alternativa davant la voràgine motora que condemna tant les ciutats com els seus pobladors, els qui sucumbeixen cada vegada més davant les pressions del treball.
Encara que la bicicleta encara demanda l'espai públic que es mereix per les bondats que genera, com per exemple el de ser un vehicle net capaç de millorar la forma física de qui la condueix. Així que el nombre d'usuaris -entre els quals en destaquen estudiants, treballadors i mestresses de casa- fan pensar que almenys aquesta societat víctima de la seva mobilitat quotidiana comença a recuperar el seu espaitemps en muntar sobre dues rodes. I és que la iniciativa d'aquests genets postmoderns per recuperar els carrers ha ocasionat que conflueixin en esdeveniments setmanals anomenats ‘rodades', curses sense fi competitiva però amb l'objectiu comú de passar un bon moment sobre la bicicleta. I les xarxes socials tenen molt a veure en això, tant per la facilitat a la programació com a la propagació de més ciclistes urbans. La resposta d'aquests ha portat els governs estatals i als municipals a afavorir els seus esdeveniments com posar a l'abast de qualsevol bicicletes, com per exemple el bicing de Barcelona, i l'ampliació del carril bici.

## Avantatges del ciclisme urbà

### Avantatges per a la salut
- Afavoreix la salut de qui el practica, amb el consegüent estalvi a la sanitat pública. Un estudi realitzat en Dinamarca al llarg de 14 anys i on s'analitzen 30.000 persones d'entre 20 i 93 anys. Aquells que usaven la bici diàriament per a anar a treballar disminuïen la seua taxa de mortalitat en un 40%.[2]
- Reducció de malalties cardíaques.
- En incloure exercici cardiovascular moderat a les rutines diàries, es beneficia la salut en general, proporcionant protecció contra malalties del cor, alguns càncers i reducció en els índexs d'obesitat.
- Suposa poc perill per a altres ciutadans.

### Avantatges econòmics
- És barat en comparació amb qualsevol altre transport públic o privat.
- Estalvi considerable en despeses de manteniment d'un cotxe com ho són canvis d'oli, reparacions en frens, pneumàtics, rentats, estacionaments, impostos.
- Estalvi en mensualitats de gimnasos.

### Avantatges en la qualitat de vida
- Els ciclistes urbans gaudeixen en general d'una major productivitat en els seus treballs, i en general un bon equilibri durant el dia.
- Promou el civisme.

### Avantatges per al medi ambient
- El ciclisme urbà no produeix cap mena de contaminació atmosfèrica.
- Tot just pot produir contaminació acústica.
- En la fabricació d'una bicicleta es consumeixen menys recursos naturals que en la fabricació d'un automòbil, i això també suposa un impacte ambiental menor.

### Avantatges enfront dels automòbils
- En ciutats congestionades i per a distàncies de fins a 5-7 km, la bici és el mitjà de transport més ràpid, aquesta dada es pot veure en l'estudi Amb bici, cap a ciutats sense mals fums.[3]
- Ocupa menys espai públic que els vehicles de motor.

## Inconvenients del ciclisme urbà
S'han generat una diversa quantitat d'objeccions cap a aquells que utilitzen un mitjà de transport alternatiu. Malgrat que moltes d'aquestes inquietuds no estan del tot fonamentades, la majoria han estat solucionades d'una o altra manera per aquells que estan compromesos amb el ciclisme urbà.

### Distància
La distància és un dels factors limitadors per al ciclisme urbà. Les distàncies que les persones poden estar disposades i entrenades per a transportar-se són variables, ja que hi afecten directament factors com edat, complexió, personalitat i situació. Londres i Boston són exemple de ciutats que ofereixen una gamma d'opcions per al ciclisme urbà intermodal: les estacions de tren tenen espai suficient perquè els ciclistes urbans deixen les seues bicicletes i puguen continuar el seu camí en ferrocarril. Altres utilitzen bicicletes plegables per transportar-les dalt dels trens.

### Seguretat
- El risc de robatori d'una bicicleta en comparació amb el d'un cotxe és més alt a causa de la facilitat amb què es pot transportar.
- Com a conseqüència de la falta d'infraestructures adequades, alguns ciclistes solen compartir espai amb el vianant, suposant-li molèsties.
- El ciclisme urbà pot ser perillós per al ciclista a causa en gran part a la presència de vehicles de motor més pesats i sobretot circulant a més velocitat de la permesa.
- Els carrers de la majoria de ciutats no estan optimitzats per a la bicicleta sinó per als vehicles de motor.

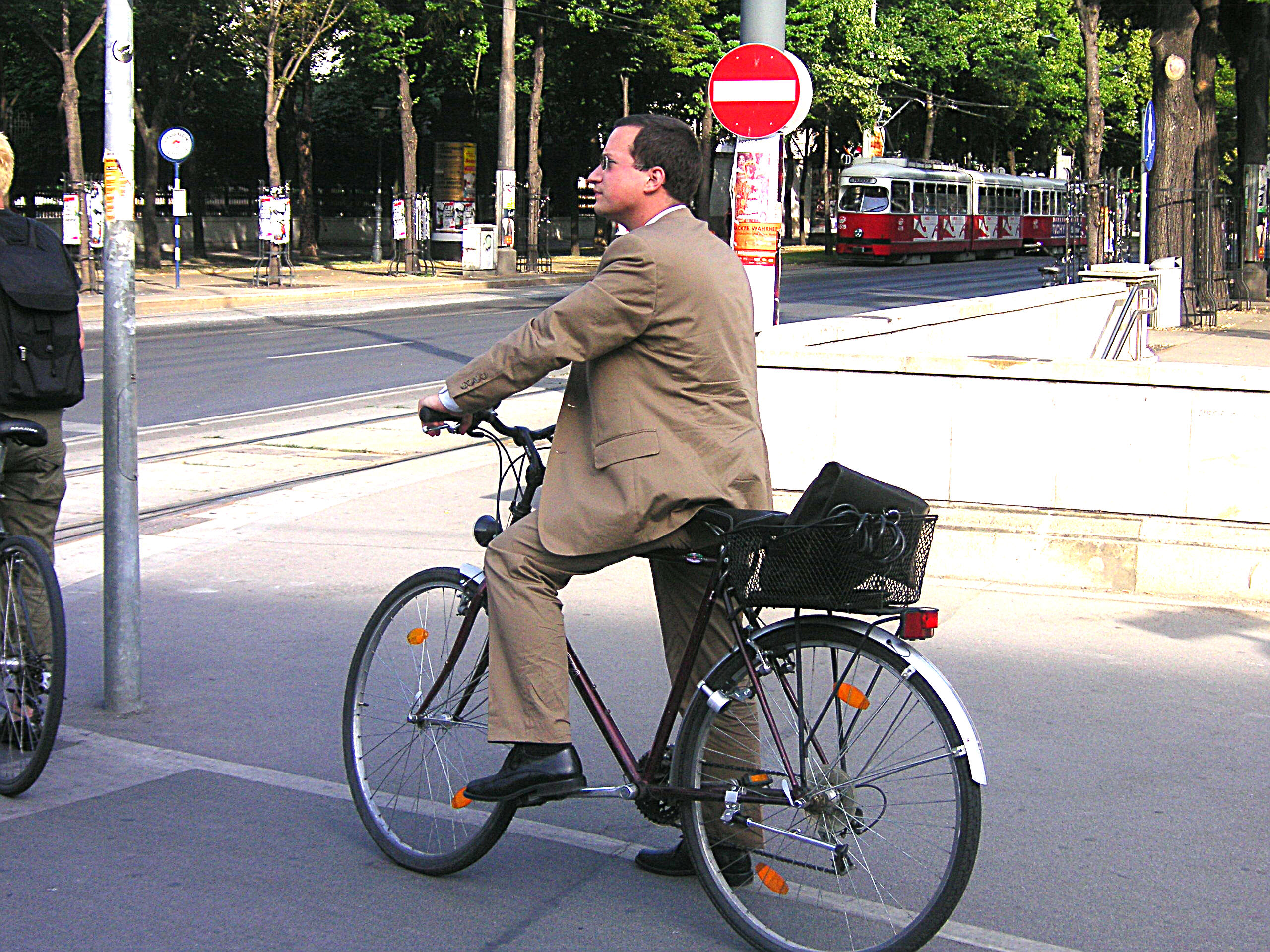
Ciclista urbà a Viena

### Transports d'equipatge
La capacitat de càrrega i emmagatzematge d'una bicicleta és menor que la de la majoria dels vehicles de motor. Per aquest motiu s'utilitzen portaequipatges per al darrere i davanters, bosses de missatger, remolcs i altres accessoris que poden servir per a incrementar la capacitat de càrrega de les bicicletes, tal vegada la manera més senzilla és mitjançant la utilització de motxilles, encara que per a distàncies llargues provoquen que l'esquena sue excessivament.

### Higiene personal
El ciclisme implica una activitat física, això fomenta la sudoració i el consegüent problema d'olor corporal, que pot generar dificultats en relació als codis de vestimenta. Amb la finalitat d'estar presentable en el treball després d'un viatge llarg amb bicicleta, existeixen diverses tècniques que inclouen: dutxar-se en el treball; posar-se roba neta després del viatge; viatjar a un menor ritme. Alguns ciclistes duen tovalloles i roba neta per a netejar-se i canviar-se a l'arribada als seus llocs de treball. Quan no hi ha un bany disponible, alguns opten per vestir peces de llana o teles sintètiques que eviten mantenir la suor en el cos, però que no sempre eviten les males olors corporals.

## La bicicleta en la ciutat

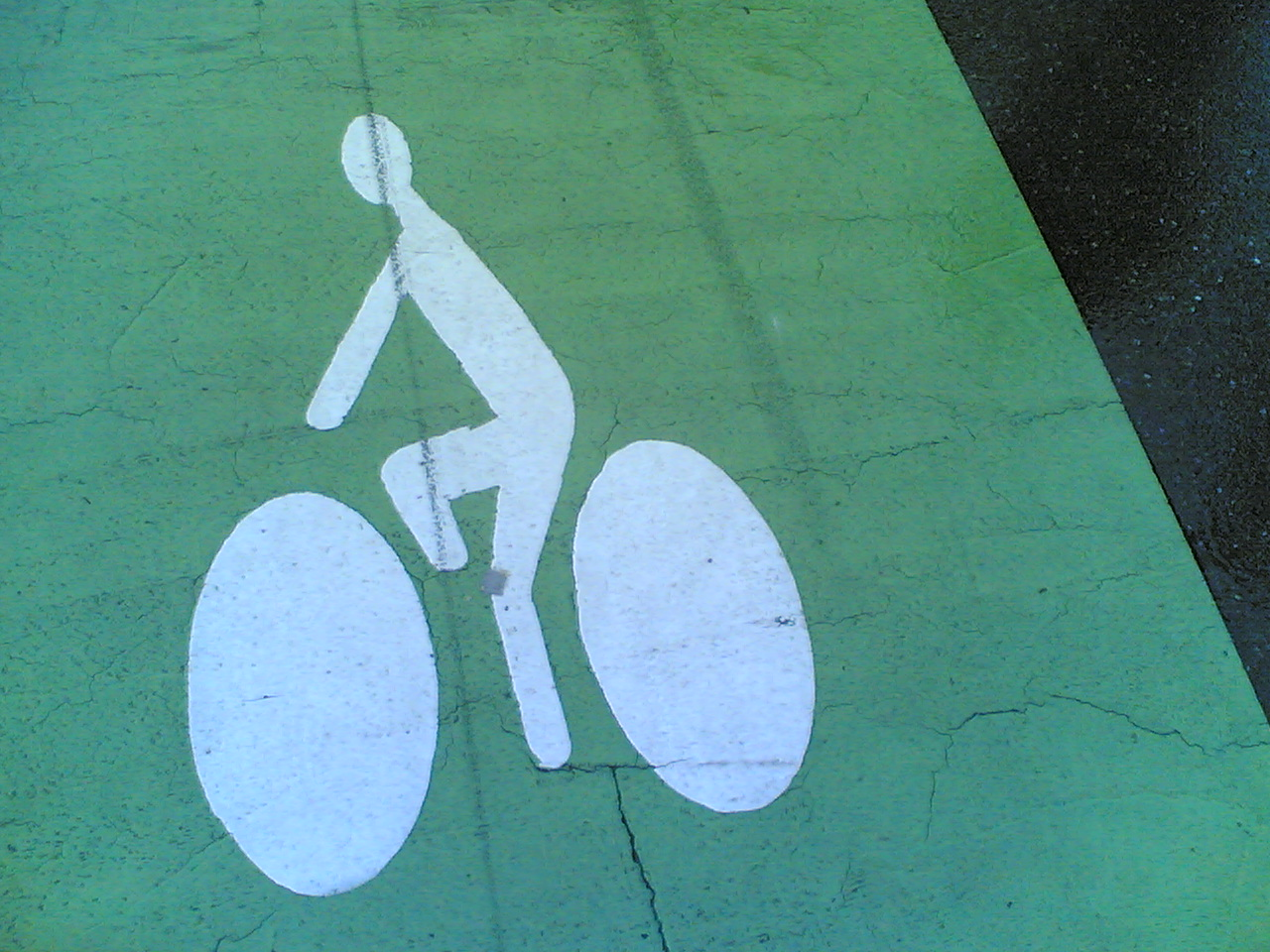
Les bicicletes més comunes en l'àrea urbana són la bicicleta de passeig, la bicicleta híbrida, i la bicicleta plegable.

Qualsevol bicicleta pot ser apta per al seu ús per ciutat, encara que les de caràcter més esportiu poden resultar més inadequades. Amb la popularització de les bicicletes de muntanya no és rar veure-les circular per ciutat, encara que com el seu propi nom indica es van dissenyar per a un altre entorn. Les bicicletes més recomanables en l'àrea urbana són les bicicletes de passeig, que mantenen una posició alta, la bicicleta híbrida (híbrida entre muntanya i carretera, un poc tot terreny), les bicicletes plegables que permeten combinar més fàcilment la bici i el transport públic alhora que redueixen el problema de guardar la bici en un pis menut i la bicicleta de pinyó fix, inicialment destinada a les pistes dels velòdroms, però molt freqüent entre els bici-missatgers de Nova York, i menys freqüent a Barcelona i València.
Accessoris freqüents en la bicicleta urbana: 
- Llums per a una major visibilitat i obligatòries de nit o en túnels.
- Algun sistema anti-robatori el més senzill una cadena i un cadenat, els més segurs els grans cadenats en forma d'O (o de D, segons es miri), però també les ferradures de bloqueig de rodes, etc.
- Suports per a dur l'equipatge (cistelles, alforges o motxilles) i fins i tot xiquets menuts.
- Parafangs, per a no esquitxar-nos si el terra està banyat.
- Pota de cabra o cavallet, per a poder subjectar-la sense necessitat de fanals, arbres, etc.
- Guardacadenes, per a evitar que els baixos dels pantalons es puguen enganxar amb la cadena o es puguen tacar de greix.
- Sellons amb suspensió, per a un major confort.

A més el conductor pot requerir un cert equipament personal:
- Alguna protecció contra la pluja ocasional: impermeable, ponxo o vestit d'aigua.
- Ulleres de sol o una visera per a evitar el sol en els ulls o els reflexos, alhora que protegeix els ulls de possibles insectes, pols, etc.
- Guants, per a evitar durícies a les mans i per a abric a l'hivern, a més de servir de protecció per a les mans en cas d'accident.
- Pinces de pantalons per a subjectar els baixos dels pantalons, hi ha clips, cintes amb velcro, amb reflectors o sense. El més senzill i barat: embotir els pantalons per sota del calcetí o amb una agulla d'estendre subjectar-se el camal a la cama, encara que estèticament siga discutible.
- És obligatori dur alguna peça reflectant en vies interurbanes i de nit, i esta pot ser una cinta, unes sabatilles, etc. En ciutat no és obligatori dur-ne.

## Conducció

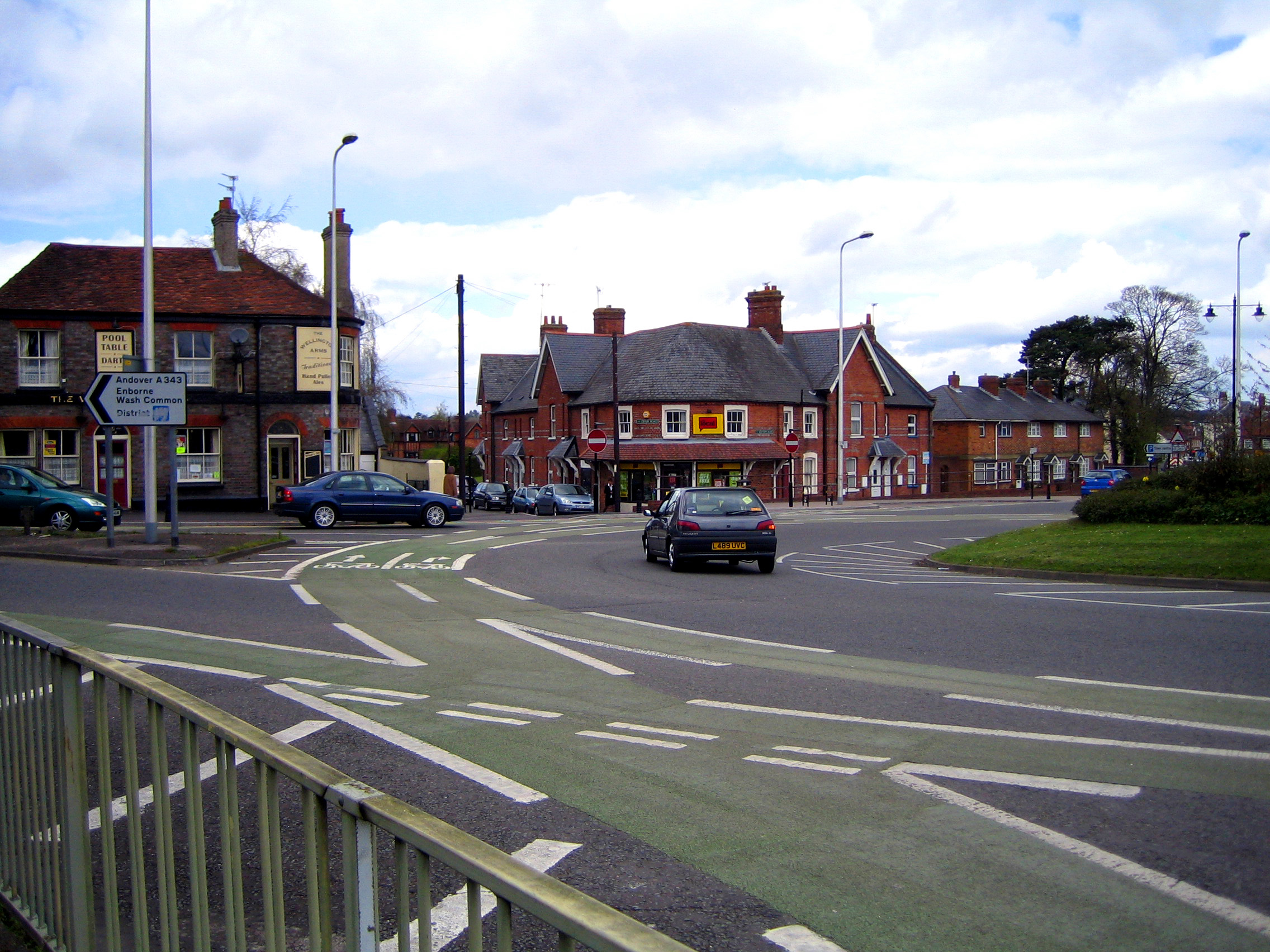
Rotonda urbana amb carrils per a automòbils i bicicletes.

En el medi urbà domina una política de segregar les bicicletes en vies ciclistes. Aquests carrils bici solen ser d'ús exclusiu per a ciclistes. Altres formes de protecció són els guants. A Suïssa, és obligatori que la bici estiga coberta per una pòlissa de molt baix cost per a poder circular.
Consells de Seguretat per a Ciclistes en el medi urbà.
- Obeir les normes de trànsit (semàfors, senyals i carrils) – Els ciclistes han de seguir les regles de trànsit com qualsevol altre vehicle.
- Circular pel centre del carril - Circulant pel centre del carril s'evita xocar amb les portes dels cotxes aparcats, amb vianants o amb vehicles que s'incorporen al trànsit. En general, es té major visibilitat. D'altra banda, al circular pel mig del carril no es dona peu que altres vehicles avancin sense respectar la distància de seguretat lateral i es té un marge a la dreta que el ciclista pot utilitzar per esquivar obstacles i forats o per apartar-se de vehicles que li tallin la trajectòria o no mantinguin la distància de seguretat.
- Conduir de forma previsible – Seguir les mateixes trajectòries que els vehicles de motor i sense fer ziga-zaga.
- Avisar abans de moure's o detenir-se – Els senyals amb les mans permeten als altres saber el que va a fer-se.
- Conduir de forma defensiva – Preveure els perills i anticipar els moviments dins del trànsit.
- Mirar cap enrere – Aprendre a veure sobre el muscle sense moure el manillar o perdre l'equilibri. L'ús d'espills retrovisors és una bona opció.
- No circular contra direcció – Sempre s'ha de circular per la dreta en el sentit del trànsit. Anar contra direcció en avingudes de més d'un carril és perillós.
- Segueix els carrils marcats – No s'ha de girar a l'esquerra des del carril dret. No s'ha de seguir de front en un carril exclusiu per a girar a la dreta. Cal prendre el carril oportunament.
- Pren els carrers i interseccions amb precaució – Sempre revisa el trànsit que poguera existir abans de passar.
- Roman visible als altres – Cal usar colors brillants per a ser més visible i cal tindre contacte amb la mirada amb els conductors.
- No s'ha de circular amb bicicleta sobre la vorera: depenent de la normativa municipal pot estar prohibit (a Barcelona, per exemple, es permet sempre que s'adeqüe la velocitat a la dels vianants, i amb certes amplàries, etc.).

## Adaptació urbana i equipaments
S'han intentat diverses estratègies per a ajudar a la gent a sentir-se més còmode i segur al utilitzar la bicicleta en l'entorn del trànsit urbà. Algunes d'aquestes mesures són: 
- Enginyeria 

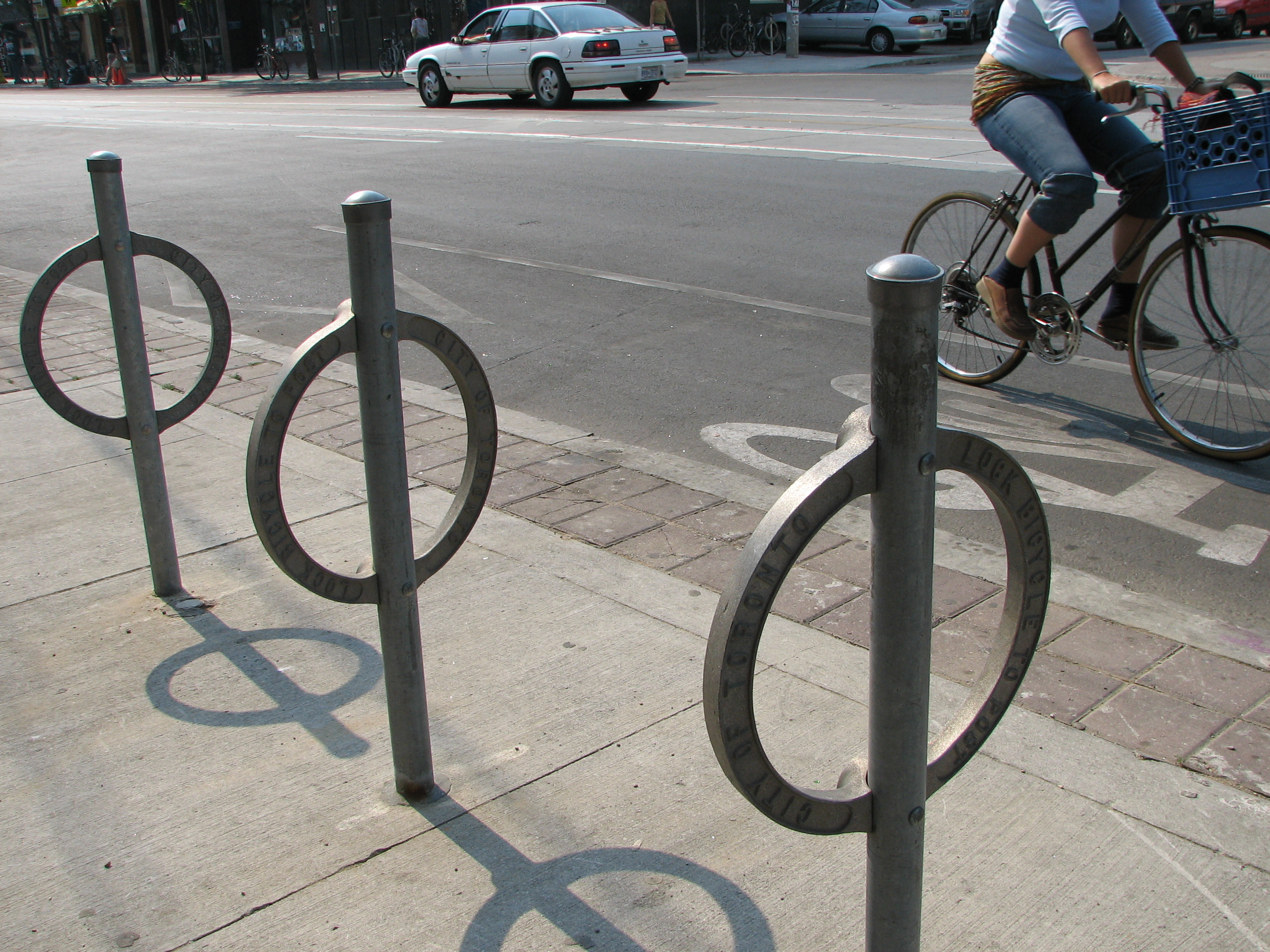
Via segregada i ancoratge per a bicicletes en Toronto.

  - Vies ciclistes, vies per a ús exclusiu de bicicletes, poden estar segregades o integrades en el trànsit, i solen anar per la calçada, encara que de vegades discorren per la vorera.
  - Pacificació del trànsit urbà. Disminució del trànsit i la velocitat dels vehicles motoritzats i reducció de l'espai dedicat a aquests.
  - Carrers 30, pels que se circula amb una velocitat màxima de 30 quilòmetres per hora[4]
  - Ciclocarrers.[5]
  - Aparcabicicletes de qualitat.
  - Estructures per a millorar els avançaments, com carrils exteriors amplis, per a reduir friccions entre ciclistes i automobilistes.
  - Autorització de transportar bicicletes en els mitjans de transport públic, com l'autobús o el metro.
  - Taquilles o garatges per a l'aparcament de llarga durada de les bicicletes en estacions de tren, aeroports, edificis públics i altres punts.
  - Oposició a certes formes de calmat de trànsit (com estrenyiment de calçades) i rotondes, estructures que augmenten el perill per als usuaris de bicicleta.
  - Elevadors per a bicicletes; al nord d'Europa, on l'ús de la bicicleta està més estès, podem trobar ciutats com la noruega Trondheim on s'han instal·lat fins i tot ajudes per pujar costeres molt escarpades.[6]
- Educació 
  - Augmentar l'educació de tots els usuaris (inclosos els xiquets, mitjançant activitats específiques) sobre les normes del trànsit.
  - Millorar el coneixement del públic sobre les conductes adequades per a l'ús compartit de la calçada.
  - Conscienciar als empresaris sobre els beneficis de promoure i facilitar l'ús de la bicicleta entre els seus empleats.
- Aplicació de la llei 
  - Aplicació equitativa de les normes del trànsit quan els ciclistes es troben afectats.
  - Foment del respecte als ciclistes com a usuaris de ple dret de la via pública
  - Enfortiment de les mesures contra el robatori, tant legals com preventives (hi ha ciutats que compten amb sistemes de marcatge de bicicletes que faciliten la identificació en cas de recuperar-se després del robatori).
- Foment i facilitació 
  - Sistemes de bicicletes públiques.
  - Campanyes de publicitat i promoció.

## Bicis públiques

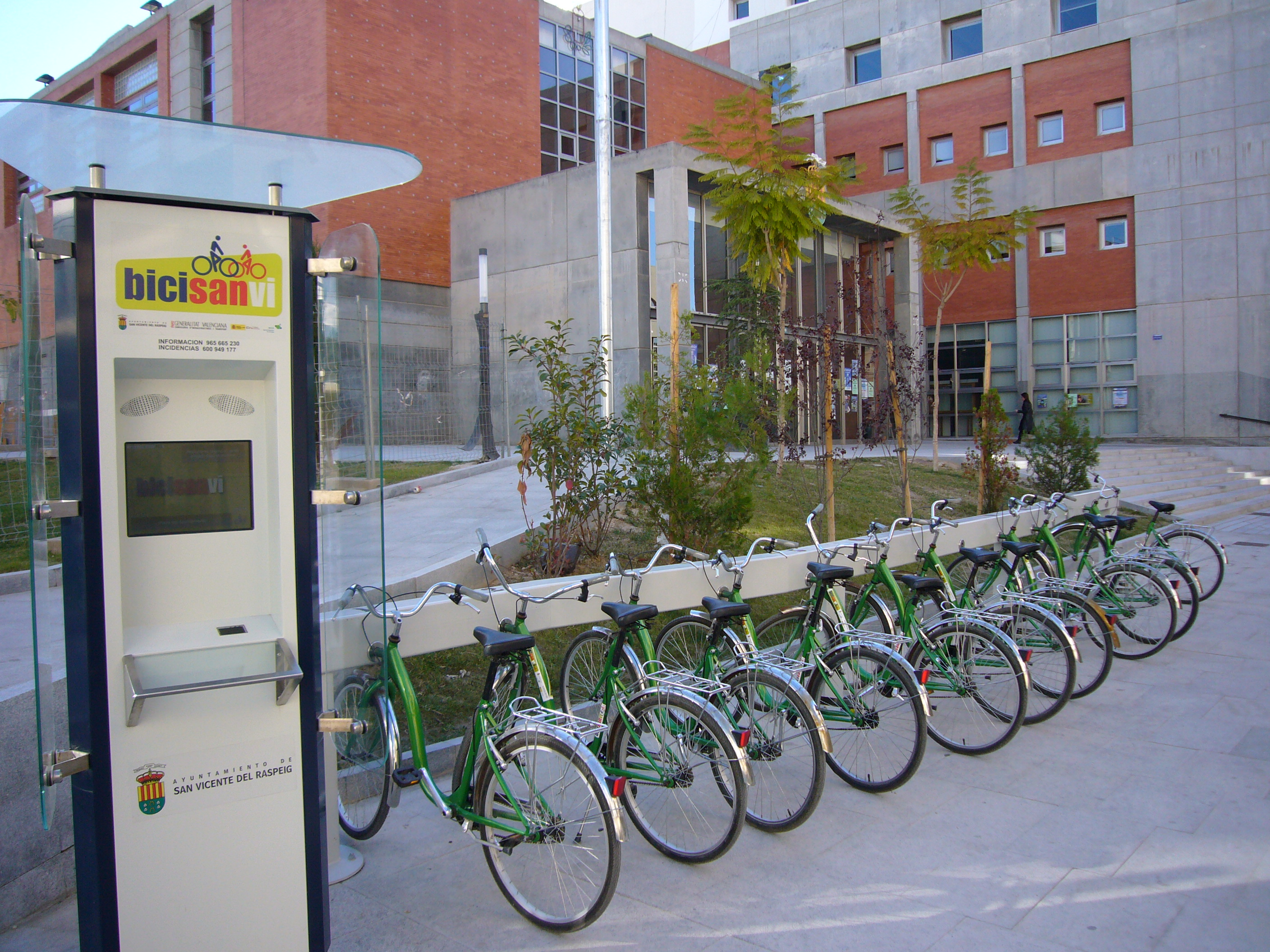
Punt de recollida de Bicisanvi situat al carrer Cervantes a Sant Vicent del Raspeig

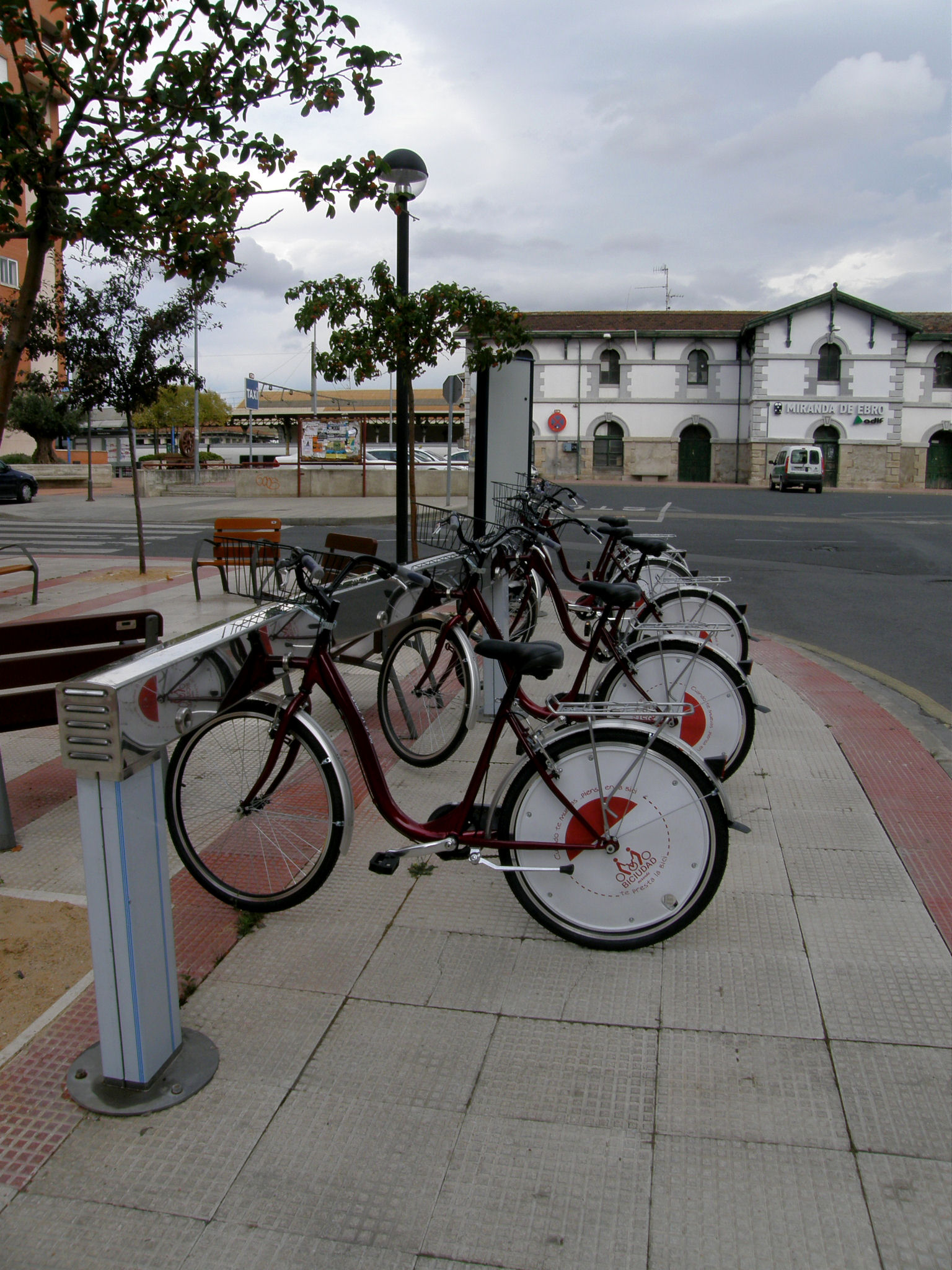
Servei municipal de préstec de bicicletes de Miranda de Ebro.

En algunes ciutats, com Copenhague i Pequín, hi ha bicicletes gratuïtes per a ús públic. Solen ser senzilles (sense canvis, etc.) i d'un model fàcil de reconèixer, per dissuadir els lladres. En algunes ciutats aquestes bicis es lliguen en aparcaments específics amb sistemes similars als dels carrets de supermercat: es desbloca introduint una moneda que es recupera quan es torna a deixar la bicicleta. En altres ciutats hi ha sistemes de lloguer de bicicletes parcialment subvencionats per mor que el preu resulti simbòlic (Bicing en Barcelona, Terrassa, Vic, Castelló, Sant Vicent del Raspeig, Catarroja).
A Barcelona, es va implantar el servei Bicing el 22 de març del 2007 amb 14 estacions, 200 bicis i poc més de 250 usuaris, l'èxit ha estat tal, que a l'any el servei ja tenia 276 estacions, més de 3.500 bicicletes i 115.000 usuaris. El maig del 2008, la xarxa ja té 321 estacions i més de 4000 bicicletes. El servei segueix estenent-se fins a arribar l'estiu del 2008 a les 400 estacions i 6.500 bicicletes i l'any 2009 s'estendrà a gran part de l'àrea metropolitana de Barcelona amb 440 estacions i 3.520 bicicletes més, encara que no se sap si el sistema seria compatible. A Sevilla, el Consorci de Transport Metropolità de l'Àrea de Sevilla ha engegat un nou pla pilot denominat BUS + BICI per a incentivar l'ús combinat del transport públic i la bicicleta, facilitant de franc bicicletes públiques als usuaris del transport públic metropolità que accedeixen a Sevilla des de la seua àrea metropolitana usant els bonobusos del Consorci. Els usuaris només han de presentar un bonobús cancel·lat aqueix dia i el seu DNI. Després de signar un senzill contracte disposen d'una bicicleta pública per a desplaçar-se per Sevilla des de les 8 del matí fins a les 24 hores, de dilluns a divendres laborable, Albacete, Ciudad Real i Talavera de la Reina compten amb el sistema onroll, que és mitjançant SMS, prescindint-se de la tradicional targeta Per a ciutats interessades a desenvolupar un sistema de bicicletes públiques s'ha publicat una Guia metodològica per a la implantació de sistemes de bicicletes públiques de l'IDAE.

## Massa crítica
Amb aquest nom es coneixen uns passejos amb bicicleta, generalment mensuals, de ciclistes urbans per a festejar i reivindicar l'ús de la bicicleta. El nom ve de la pel·lícula "Return of the Scorcher" de Ted White, on es mostrava un fenomen que es dona a la Xina. Donada l'absència de semàfors i la irrupció dels vehicles de motor, per a poder creuar grans avingudes, els ciclistes es paren i esperen fins que siguen suficients com per a poder creuar tots junts amb seguretat. A aquest fenomen se li va denominar "massa crítica". En l'any 1992, en San Francisco es va organitzar un passeig col·lectiu amb aqueix nom i des de llavors la iniciativa s'ha estès a moltes ciutats del món. Encara que varia molt d'una ciutat a una altra, els lemes bàsics són: "usar la bici cada dia, celebrar-ho cada mes" i "no bloquegem el trànsit, som trànsit".